# Аквилейский патриархат
Аквилейский патриархат (лат. Patriarchatus Aquileiensis) — автономная (а в VI—VII веках непризнанно автокефальная) Церковь, каноническая территория которой охватывала северо-восточные области современной Италии (области Венеция, Фриули-Венеция-Джулия), Словении, частично Хорватии (полуостров Истрия). Есть сведения о наличии собственного богослужебного обряда. После примирения с Римом (698 год) епископы Аквилеи сохранили титул патриархов и были крупными феодальными государями. Патриархат был упразднён в 1751 году, его территории разделены на два архиепископства.

## Ранняя история
Местная традиция утверждает, что жители Аквилеи были обращены в христианство евангелистом Марком, а первым епископом стал его ученик святой Ермагор. Мученические акты последнего датируются только концом VI века, а местные уроженцы блаженный Иероним и Руфин не упоминают ни о Ермагоре, ни о проповеди Марка в Аквилее. Учитывая, что в VI веке епископ Аквилеи порвал общение с Римом и принял сан патриарха, можно предполагать, что легенда о Марке и Ермагоре могла родиться «задним числом» для оправдания нового статуса местной Церкви.
Первым несомненным епископом Аквилеи является Иларий, сведения о котором датируются 276 годом. В IV веке Аквилея становится авторитетным церковным центром. Епископ Валериан (369—388) провёл антиарианский собор 381 года, на котором председательствовал Амвросий Медиоланский; авторитет этого собора на Западе был выше, чем у «восточного» и с оговорками признанного II Вселенским I Константинопольского (381). Преемник Валериана Хроматий участвовал в горячей полемике Иеронима и Руфина о богословском наследии Оригена и вместе с папой анафематствовал книгу Оригена «О началах». В IV веке аквилейские епископы пользовались митрополитанской властью над территорией Венеции, Истрии, северо-западной части Иллирика, восточной части Реции Второй и южной части Норика. Из сохранившихся источников видно, что аквилейское богослужение имело ряд характерных особенностей, позволяющих говорить об особом аквилейском обряде.

## Схизма с Римом и возникновение патриархата
В V — VI веках город Аквилея был неоднократно разорён в результате варварских нашествий: в 407—408 годах — вестготами Алариха I, в 452 году — гуннами Аттилы, в 590 году — лангобардами. В результате город был полностью разрушен, жители спасались на островах близлежащих лагун (в том числе, в будущей Венеции), а Павлин I Аквилейский перенёс кафедру в Градо — древний порт Аквилеи (568 год). Разрушение Аквилеи совпало с ростом влияния местных епископов, принявших сан патриархов.
В ходе разгоревшегося в Церкви спора о «трёх главах» (см. Пятый вселенский собор) Павлин I Аквилейский твёрдо и убеждённо выступал против инициированного Юстинианом I осуждения «трёх глав». Так как римские папы Вигилий и Пелагий I были в этом вопросе непоследовательны, Павлин I разорвал общение с Римом, на местном соборе отверг осуждение «трёх глав» (558 год) и вскоре принял сан патриарха. Таким образом, с 558 года Аквилейская церковь в самовольном порядке стала автокефальной и порвала евхаристическое общение не только с Римом, но и со всей Православной церковью, которая на Пятом Вселенском соборе осудила «три главы». Аквилейские патриархи объявили себя защитниками Халкидонского собора, якобы преданного в Риме; новый кафедральный собор в Градо был освящён в честь Евфимии — покровительницы Халкидонского собора; совместно с миланскими архиепископами аквилейцы вели жёсткую полемику с римскими папами.

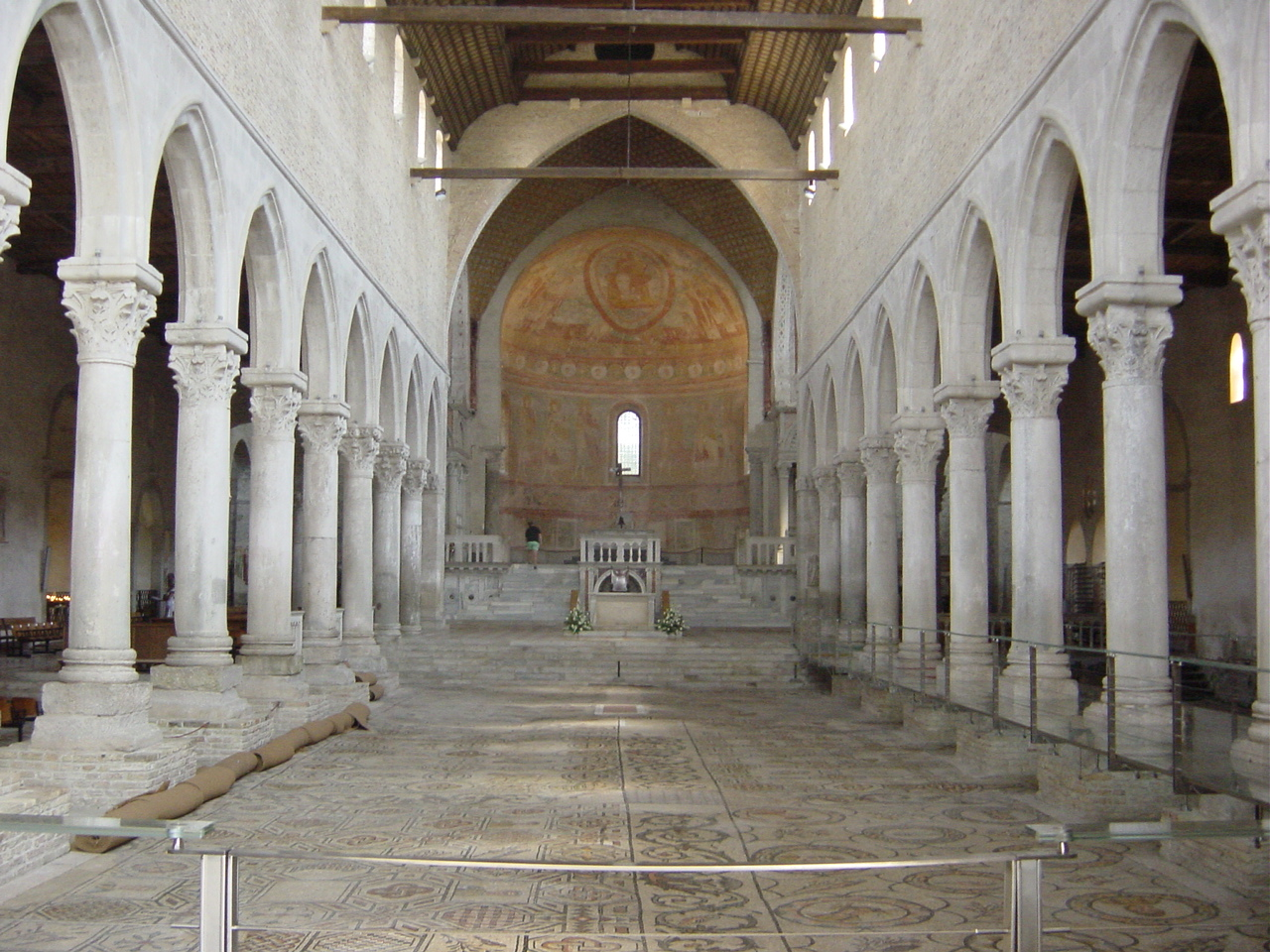
Неф Аквилейской базилики.

В 568 году Северная Италия была захвачена лангобардами; миланские архиепископы, теперь защищавшие православие в арианском окружении, поспешили примириться с Римом (572 год), хотя отдельные епархии оставались в схизме до 649 года. В этих условиях Аквилея осталась единственной духовной противницей пап, и Римская церковь предпринимала неоднократные попытки вернуть аквилейских патриархов в лоно Православной церкви. Папа Григорий I вызвал аквилейцев на совещание в Рим, равеннский экзарх предложил военную интервенцию против Градо. Но аквилейский патриарх обратился с жалобой к императору Маврикию, и последний запретил предпринимать насильственные действия против Градо.
В конце VI века территория Аквилейского патриархата оказалась разделена между Византией и лангобардским герцогством Фриуль, и лангобардские герцоги из политических соображений поддерживали схизму. В 607 году избранный в Градо аквилейский патриарх Кандиниан вступил в евхаристическое общение с римским папой Бонифацием IV. Противники примирения с Римом избрали епископа Фриульского альтернативным патриархом Аквилеи. Так в 607 году единый Аквилейский патриархат распался на два:
- Аквилейский патриархат с кафедрой в Градо (после 700 года назывался Патриархат Градо, в 1451 году кафедра перенесена в Венецию, и патриархи стали именоваться венецианскими) располагался на территории, подконтрольной Византии, и имел евхаристическое общение с Православной церковью (о его дальнейшей истории смотри Патриарх Венеции);
- Аквилейский патриархат с кафедрой в Кормонсе (впоследствии перенесена в Чивидале, потом в Удине) располагался в лангобардском Фриуле и находился в схизме из-за непринятия Пятого вселенского собора (о его дальнейшей истории смотри настоящую статью).

В 698 году поместный Аквилейский собор наконец-то признал правильным осуждение «трёх глав», согласившись, тем самым, с Пятым вселенским собором. Окончательно схизма с Римом завершилась под давлением лангобардского короля Куниперта на соборе в Павии (700 год). Патриарх Аквилеи принял решения Пятого вселенского собора и вступил в общение с римской кафедрой. Таким образом, аквилейская схизма продолжалась в общей сложности 150 лет.

## Примирение с Римом и расцвет патриархата
После 700 года Аквилея и Градо представляли собой раздельные церковные кафедры и патриархаты. Резиденция патриарха Аквилейского в 627 году была перенесена в Кормонс, а в 730 году — в Чивидале. После завоевания Северной Италии франками аквилейские патриархи перешли под покровительство Карла Великого, и последний выдал патриарху Павлину Аквилейскому грамоту, подтверждающую права аквилейского клира на самостоятельное избрание патриарха.

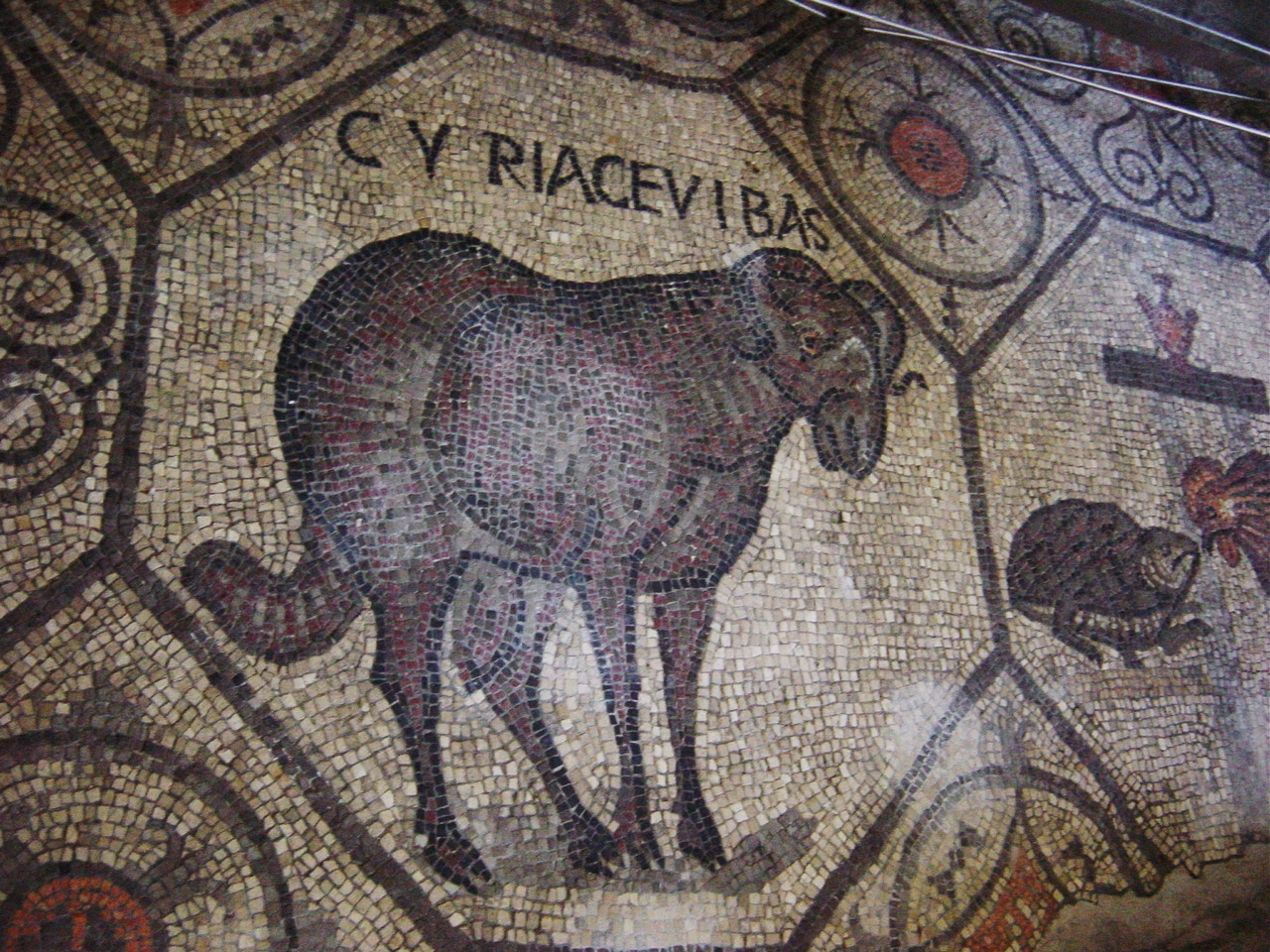
Аквилейская базилика. Фрагмент мозаичного пола IV века.

Значение Аквилеи особенно возросло в правление Павлина, участвовавшего в походах Пипина Итальянского против аваров и словенцев, а затем отправлявшего к ним миссионеров. В 796 году Павлин и епископы Зальцбурга и Пассау, также занимавшиеся миссионерством на приграничных территориях, подписали соглашение о принципах миссионерской деятельности среди аваров и словенцев. Косвенные данные из топонимики, археологии, а также литургики позволяют предположить, что аквилейские миссионеры работали на всей территории славянского княжества Карантания. Преемники Павлина II, Урс (805—810) и Максенций (810—837), вступили в конфликт с зальцбургскими епископами о том, где должна проходить граница между патриархатом и епископством в Карантании. Урс оперировал документами долангобардской эпохи, а зальцбургские епископы ссылались на решения пап Захарии, Стефана II и Павла I. В 811 году Карл Великий вмешался в спор и провёл границу между Аквилейским патриархатом и Зальцбургским архиепископством по реке Драва.
При патриархе Урсе аквилейские миссионеры проповедовали в хорватской Далмации, а также, возможно, в Паннонии и Моравии. Есть основания предполагать, что Кирилл и Мефодий переводили на славянский и латинские тексты аквилейского обряда.
С X века аквилейские патриархи становятся верными союзниками императоров Священной Римской империи и крупными феодалами. Патриарх Поппо (1019—1044) получил право чеканки собственной монеты и вёл большое строительство, в том числе аквилейской базилики Теодориана. Впоследствии к Аквилейскому патриархату были присоединены земли в округе Фриули и территории Карниолы (1077 год) и Истрии (1209 год). На Римском соборе 1047 года патриарх Аквилеи занимал почётное четвёртое место (после папы, архиепископов Милана и Равенны).

## Закат и упразднение патриархата
В XIII—XIV веках, когда кафедра аквилейских патриархов переместилась в Удине, начинается постепенный упадок патриархата. В 1419—1420 годах Фриули было завоевано Венецией, и кафедра патриархов вновь вернулась в Аквилею. С этого момента аквилейские патриархи выбирались только из граждан Венеции. По соглашению 1445 года все земли Аквилейского патриархата перешли к Венеции, за исключением самой Аквилеи, Сан-Вито и Сан-Даниэле-дель-Фриули, в 1509 году аквилейский патриархат оказался под контролем Габсбургов.
В 1751 году папа Бенедикт XIV по настоянию Марии Терезии упразднил патриархат и основал архиепископство Удине (с епархиями Венеция и Истрия) и Гориция (епархии Комо, Тренто, Падена и Триест) на его месте.